# Шерин, Николай Витальевич
Николай Витальевич Шерин (род. 8 марта 1969) — российский легкоатлет, специалист по многоборьям. Выступал за сборную России по лёгкой атлетике в 1990-х годах, бронзовый призёр чемпионатов России в семиборье и десятиборье, бронзовый призёр Кубка Европы в командном зачёте, победитель первенств всероссийского значения, участник Игр доброй воли в Санкт-Петербурге. Представлял Московскую область и физкультурно-спортивное общество «Динамо».

## Биография
Николай Шерин родился 8 марта 1969 года. Занимался лёгкой атлетикой в Московской области, выступал за физкультурно-спортивное общество «Динамо».
Первого серьёзного успеха на всероссийском уровне добился в сезоне 1992 года, когда на чемпионате России по многоборьям в Иркутске выиграл бронзовую медаль в зачёте десятиборья.
В 1994 году взял бронзу в семиборье на зимнем чемпионате России в Липецке и в десятиборье на летнем чемпионате России во Владимире. Попав в состав российской сборной, выступил на Играх доброй воли в Санкт-Петербурге — в сумме десятиборья набрал 7237 очков, расположившись в итоговом протоколе на седьмой строке.
В 1997 году на зимнем чемпионате России в Липецке занял шестое место и установил свой личный рекорд в семиборье — 5710 очков, тогда как на летнем чемпионате России в Краснодаре показал четвёртый результат в десятиборье.
На чемпионате России 1998 года в Москве завоевал бронзовую награду в десятиборье.
В 1999 году в той же дисциплине стал четвёртым на чемпионате России в Туле.
В 2000 году был пятым на Кубке России в Туле и десятым на чемпионате России в Туле. Принимал участие в Кубке Европы по легкоатлетическим многоборьям в Оулу — с личным рекордом в 7238 очков занял 25-е место в личном зачёте десятиборья и вместе с соотечественниками взял бронзу мужского командного зачёта. По окончании сезона завершил спортивную карьеру.
Работал тренером по общефизической подготовке в московском баскетбольном клубе МБА.